# Герб комуни Віндельн
Герб комуни Віндельн (швед. Vindelns kommunvapen) — символ шведської адміністративно-територіальної одиниці місцевого самоврядування комуни Віндельн. 

## Історія
Герб отримав королівське затвердження 1957 року як символ ландскомуни Дегерфорс, котру 1969 року перейменували на ландскомуну Віндельн. Тепер вживається як герб комуни. Офіційно був зареєстрований 1974 року. 

## Опис (блазон)
Щит скошений зазубрено ліворуч, у верхньому синьому полі — срібний лосось із червоними плавниками й хвостом, у нижньому срібному — синій ціп. 

## Зміст
Лосось (сьомга) вказує на багаті водні ресурси й походить з печатки ХІХ століття. Ціп означає розвинене сільське господарство.